# Skafander nurkowy

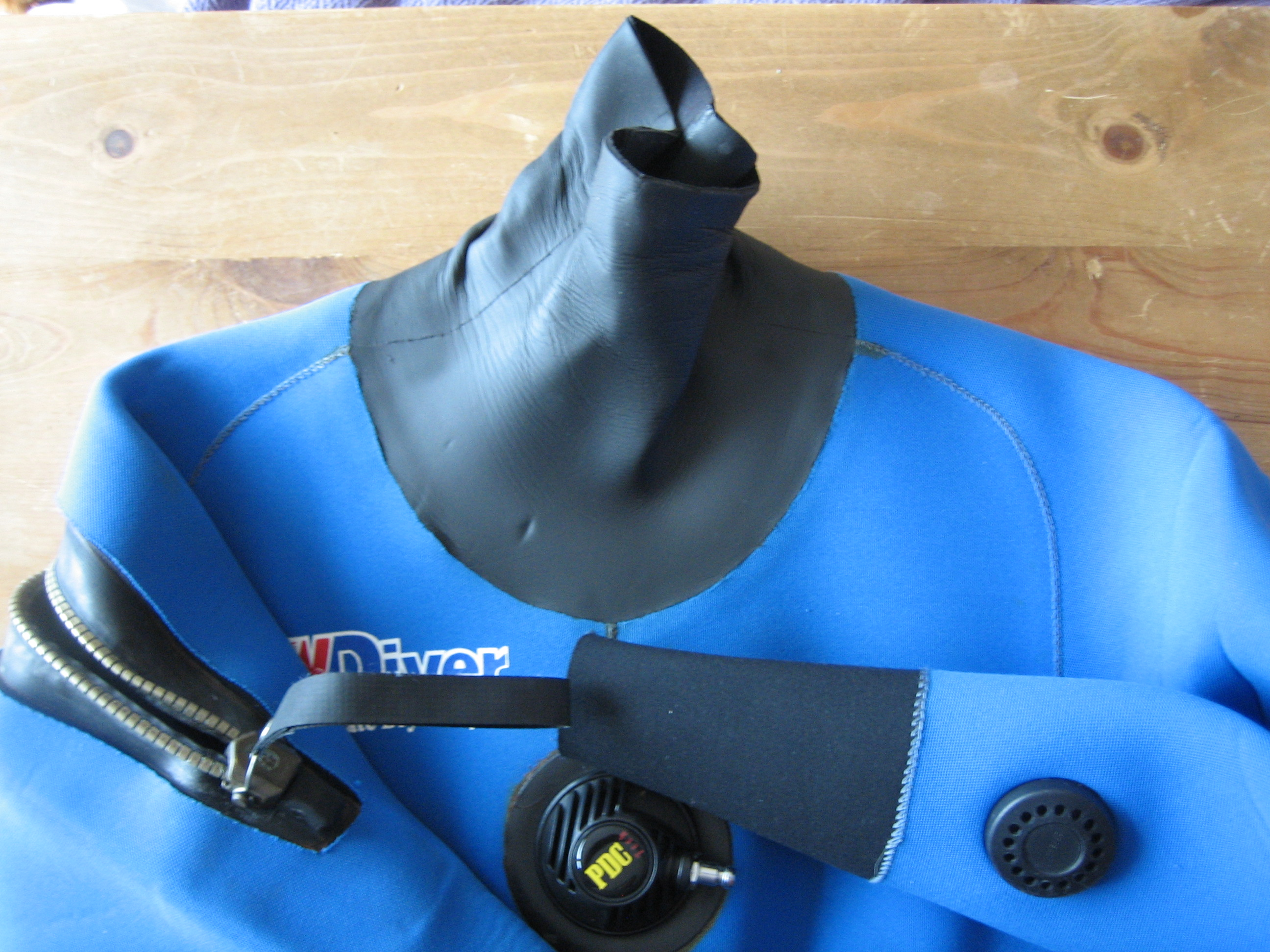
Skafander nurkowy

Skafander nurkowy – rodzaj odzieży chroniącej nurka przed chłodem (woda odbiera z organizmu ludzkiego ciepło 25 razy skuteczniej niż powietrze), nadmiernym działaniem słońca (snorkeling na wodach tropikalnych) i otarciami (rafa, skała, wrak).
Skafander w przypadku nurkowania klasycznego jest integralną częścią ekwipunku nurka. Skafandry dzielą się na mokre (wykonane z neoprenu), suche (np. z trilaminatu,  sprasowanego neoprenu lub Cordury) i półsuche.

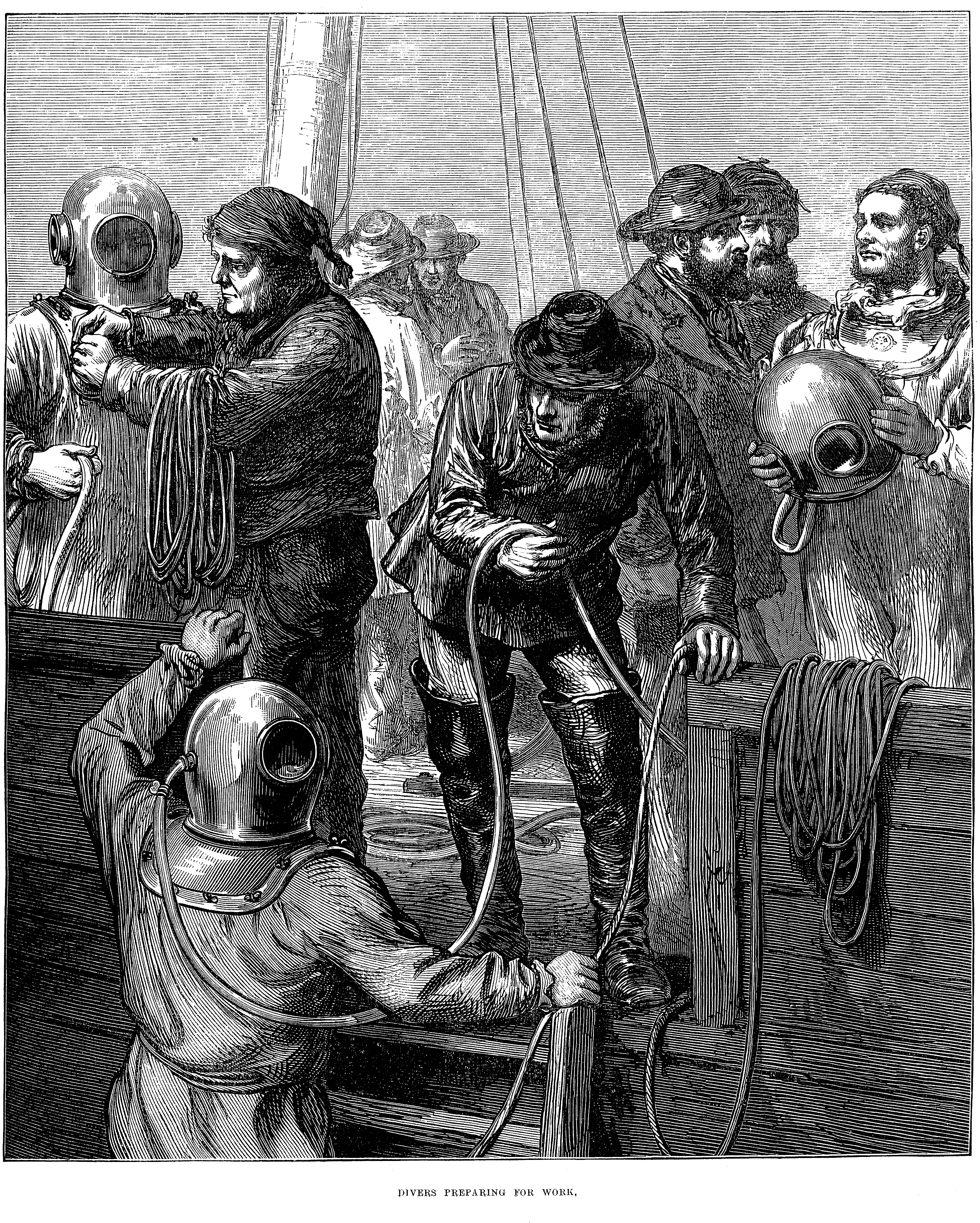
Okładka The Illustrated London News z 1873 przedstawiająca nurków

Skafander mokry więzi cienką warstewkę wody, która po ogrzaniu przez ciało nurka stanowi dodatkową izolację termiczną. W zależności od temperatury wody stosuje się różne jego grubości i rodzaje kroju. Uzupełnieniem skafandra mokrego mogą być buty, kaptur i rękawice.
Skafander suchy, uszczelniony dokładnie wokół szyi i nadgarstków, zintegrowany z butami, umożliwia założenie pod niego odpowiedniej do temperatury wody warstwy suchej odzieży. Ze względu na efekt zmniejszania objętości uwięzionego w nim gazu wskutek zwiększania ciśnienia przy zanurzaniu (prawo Boyle’a-Mariotte’a, przemiana izotermiczna), skafander suchy jest wyposażony w system dodawania gazu (zawór dodawczy) i potrzebny przy wynurzaniu system odprowadzania nadmiaru gazu (zawór upustowo-nadmiarowy). Gazem używanym do wypełniania suchych skafandrów w miarę zanurzania może być argon, którego właściwości izolacyjne są znacznie lepsze niż powietrza.
Do komercyjnych nurkowań głębokich używa się skafandrów wyposażonych w zasilane z powierzchni systemy ogrzewania.